# Thomas A. Shannon, Jr.
Thomas A. Shannon, Jr. (1958) é um diplomata norte-americano, ex-subsecretário do Departamento de Estado para o Hemisfério Ocidental. Foi nomeado embaixador no Brasil pelo presidente Barack Obama, em maio de 2009, sendo confirmado para o cargo em votação realizada no Senado em 24 de dezembro.

Deixou o posto em 6 de setembro de 2013, sendo substituído por Liliana Ayalde, que havia antes servido nas embaixadas americanas na Colômbia e Equador.